# Фукальні
Фукальні (Fucales) — порядок бурих водоростей (Phaeophyceae), у межах відділу Heterokontophyta.

## Класифікація
Містить дуже поширені літоральні морські водорості. Таломи розгалужені, містять міхури, заповнені повітрям.
Оогамні. Статеві органи розвиваються кінцях (верхівках) слані, на особливих гілочках — рецептакулах. Ці гілочки потовщені (порівняно зі стерильною частиною пластин) та мають шерхату поверхню. Шерхатість обумовлена наявністю в рецептакулах великих (до 1-3 мм у діаметрі) порожнин - скафідіїв —, в яких і розвиваються статеві органи — жіночі (оогонії) та чоловічі (антеридії). Дрібні чоловічі гамети запліднюють великі жіночі.